# UM (アルバム)
『UM』（ウム）は、日本のロック・バンド・GANGA ZUMBAが、2007年4月25日Rhythmedia Tribeから発売した、1stオリジナル・フル・アルバム。

## 内容
ミニ・アルバム前2作『HABATAKE!』『DISCOTIQUE』収録曲をほぼ全て抜粋、さらに新曲も加えた15曲入り。 RYO the SKYWALKERとMISIAがゲスト参加。1万枚の初回限定盤には、新曲とライブ・ヴァージョンの3曲を収録したボーナスCDが付属する。
宮沢和史は『笑っていいとも!』のテレフォンショッキング、4月6日放送『たけしの誰でもピカソ』3時間スペシャルにプロモーションで出演した。
2曲目収録「why?」のMVは、宮沢が都内でフリー・ハグズをするというものであった。

## 収録曲
- 全作詞・作曲：宮沢和史（特記以外）宮沢和史・高野寛（3）Luis Valle（15）
- 作詞：宮沢和史・高野寛（2・7）宮沢和史・山口良（9）宮沢和史・ディック・リー（11）宮沢和史・大宮エリー（13）
- 作曲：高野寛（2）Fernando Moura（7）

1. GANGA ZUMBA
2. why?
3. HABATAKE!
4. DISCOTIQUE
5. Toquio
6. Mambolero
7. SAMBA CAOS
8. Bridge
9. EIEN（feat. RYO the SKYWALKER）
10. LION
11. Survivor（feat. MISIA）
12. 銀河
13. 楽園
14. WONDERFUL WORLD
15. BAILA CON GANGA ZUMBA

## 初回限定盤ボーナスCD 収録曲
1. God Part III
2. Still Blue
3. Rainbow Warriors（Live at SHIBUYA-AX 06.04.28）